# 貝拉半島
貝拉半島（英語：Beara Peninsula）是愛爾蘭的一個半島，位於愛爾蘭島西南部，其東北部分劃屬凱里郡，剩餘部分劃屬科克郡。

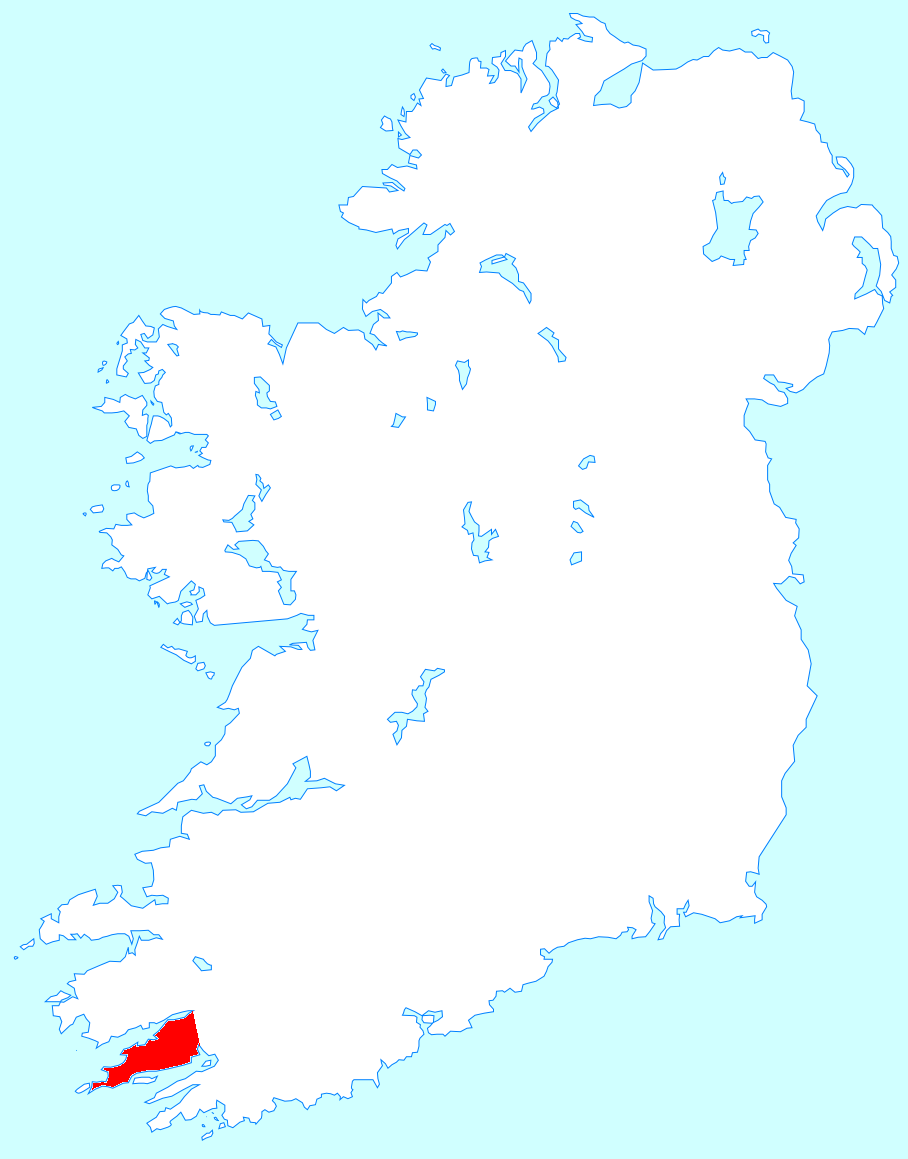
貝拉半島的位置

貝拉半島北邊與伊弗拉半島被肯梅爾河隔開，南邊則是班特里灣。在貝拉半島的南岸有一座貝爾島。半島上的城鎮包含卡索敦貝爾、阿萊希斯、格倫加里夫等。